# Rocher d'Aiglet
Le rocher d'Aiglet est un sommet situé dans le Massif central. Il s'élève à 1 411 mètres d'altitude au sein du massif du Mézenc. 

## Géographie
Il se trouve dans la commune de Saint-Front et son versant méridional s'étend sur celle des Estables, dans le département de la Haute-Loire. 
À son sommet et par temps dégagé, un panorama permet d'observer les Alpes, le Pilat, le mont Mézenc et le puy de Sancy. 